# Alexandre Lézine
Alexandre Lézine, né le 4 juillet 1906 à Moscou et mort le 4 mars 1972 à Rome, est un architecte, historien et archéologue français.

## Biographie
D'origine russe, il a été architecte principal des monuments historiques de Tunisie. Outre de nombreux travaux sur les monuments antiques, il a travaillé également sur les monuments d’époque musulmane, s’intéressant en outre aux anciens palais du Caire. La mort l’empêchant d’achever cette dernière tâche, elle fut accomplie par Jacques Revault (1902-1986).
Son activité à Carthage a surtout eu comme objet la participation au dégagement et à la restauration des thermes d'Antonin avec Noël Duval et Gilbert Charles-Picard dans les années 1950.

## Publications
- En collaboration avec J. Verrier, Notes sur la consolidation des monuments historiques de Tunisie, éd. Direction des antiquités et arts de Tunisie, Tunis, 1953
- Le ribat de Sousse, suivi de notes sur le ribat de Monastir, éd. Direction des antiquités et arts de Tunisie, Tunis, notes et documents, t. XIV, 1956
- Architecture romaine d'Afrique : Recherches et mises au point, éd. PUF, Paris, 1961
- Mahdiya, recherches d'archéologie islamique, éd. C. Klinksieck, Paris, 1965
- Architecture de l'Ifriqiya, recherches sur les monuments aghlabides, éd. C. Klinksieck, Paris, 1966
- Carthage. Utique - Études d'architecture et d'urbanisme, éd. du CNRS, Paris, 1968
- Mahdiya, éd. Société tunisienne de diffusion, Tunis, 1968
- Sousse, les monuments musulmans, éd. Cérès Productions, Tunis, 1968
- Thuburbo Majus, éd. Société tunisienne de diffusion, Tunis, 1968
- Les thermes d'Antonin à Carthage, éd. Société tunisienne de diffusion, Tunis, 1969
- Utique, éd. Société tunisienne de diffusion, Tunis, 1970
- Trois palais d'époque ottomane au Caire, éd. Institut français d’archéologie orientale, Le Caire, 1972